# Danmarks runeindskrifter 7
DR 7 är en urnordisk ( 210/220 – 250/260) doppsko av brons i Torsbjerg, Thorsberg, Süderbrarup och Süderbrarups kommun.

## Inskriften
ᛟᚹᛚᚦᚢᚦᛖᚹᚨᛉ / ᚾᛁᚹᚨᛃᛗᚨᚱᛁᛉ
Translitterering av runraden:
§PA owlþuþewaz 
§PB ni waje͡ ͡mariz 
§QA o wlþuþewaz 
§QB ni waje͡mariz
Normalisering till rundanska:
§PA Wolþuþewaz 
§PB ni waje Mariz. 
§QA O Wolþuþewaz 
§QB ni Wajemariz
Översättning till nusvenska:
§A Ägs (eller ärvds av) Wolþuþewaz 
§B Māriʀ ska inte skona (fiender)
Wolþuþewaz vanligtvis tolkas som «Ulls tjänare». Māriʀ är svärdens namn, som betyder «berömd».